# THE ALFEE
THE ALFEE는 일본의 남자 록 밴드이다.

## 개략
1974년 8월 25일 싱글 "夏しぐれ"(여름 비)로 데뷰했지만, 처음에는 그다지 이름이 없었다. 그러나 1983년에 발매한 싱글 "メリーアン"(Mary Ann)으로 일약 유명해졌다. 그 뒤도 "星空のディスタンス"(별 하늘의 Distance), "STAR SHIP -光を求めて-"(Star Ship -빛을 찾아서-), "恋人達のペイヴメント"(애인들의 Pavement), "太陽は沈まない"(태양은 지지 않는다), "希望の橋"(희망의 다리) 등 많은 히트 송이 있으며, "メリーアン"(Mary Ann)부터 최신 싱글까지 모든 싱글이 오리콘 10위 이내를 기록하고 있다. 1988년에는 가수로서 처음으로 도쿄 돔에서 콘서트를 했다.

## 구성원
- 다카미자와 도시히코(高見沢 俊彦, 1954년 4월 17일 - ) : 보컬, 전기 기타, 리더
- 사카자키 고노스케(坂崎 幸之助, 1954년 4월 15일 - ) : 보컬, 어쿠스틱 기타
- 사쿠라이 마사루(桜井 賢, 1955년 1월 20일 - ) : 보컬, 베이스 기타

## 앨범
- 青春の記憶 청춘의 기억 (1975년 7월 25일)
- TIME AND TIDE (1979년 8월 21일)
- 讃集詩 찬집시 (1980년 5월 21일)
- ALMIGHTY (1981년 10월 21일)
- doubt, (1982년 4월 21일)
- ALFEE (1983년 1월 5일)
- ALFEE'S LAW (1983년 9월 5일)
- PAGE ONE -13 PIECES OF ALFEE (1983년 12월 5일)
- THE RENAISSANCE (1984년 7월 5일)
- ALFEE GOLD (1984년 9월 5일)
- ALFEE SILVER (1984년 9월 5일)
- BEST SELECTION I THE ALFEE (1984년 12월 5일)
- ALFEE A面 コレクション ALFEE A-Side Collection (1985년 5월 21일)
- ALFEE B面 コレクション ALFEE B-Side Collection (1985년 5월 21일)
- FOR YOUR LOVE (1985년 6월 19일)
- ALFEE 4WAY STORY (1985년 8월 21일)
- THE BEST SONGS (1985년 12월 5일)
- アルフィー A面 コレクション スペシャル ALFEE A-Side Collection Special (1986년 4월 21일)
- アルフィー B面 コレクション スペシャル ALFEE B-Side Collection Special (1986년 4월 21일)
- AGES (1986년 11월 5일)
- NON-STOP THE ALFEE (1986년 12월 21일)
- ONE NIGHT DREAMS 1983-1987 SPECIAL LIVE EDITION (1987년 9월 17일)
- U.K. Breakfast (1987년 12월 9일)
- BEST SELECTION II THE ALFEE (1988년 5월 21일)
- DNA Communication (1989년 3월 21일)
- THE ALFEE CLASSICS with LONDON SYNPHONY ORCHESTRA (1990년 3월 21일)
- ARCADIA (1990년 10월 17일)
- THE ALFEE THE BEST (1991년 12월 4일)
- JOURNEY (1992년 4월 29일)
- Promised Love -THE ALFEE BALLAD SELECTION- (1992년 12월 16일)
- CONFIDENCE -THE ALFEE ACOUSTIC SPECIAL LIVE- (1993년 7월 21일)
- SINGLE HISTORY I 1979-1982 (1994년 9월 20일)
- SINGLE HISTORY II 1983-1986 (1994년 11월 20일)
- SINGLE HISTORY III 1997-1990 (1994년 12월 20일)
- 夢幻の果てに 몽환의 끝에 (1995년 1월 20일)
- SINGLE HISTORY IV 1991-1994 (1995년 2월 20일)
- LIVE IN PROGRESS (1995년 7월 21일)
- LOVE (1996년 3월 21일)
- THE ALFEE CLASSICS II THE ALFEE with Royal Phillharmonic Ochestra (1996년 12월 16일)
- THE ALFEE EMOTIONAL LOVE SONGS (1997년 11월 19일)
- THE ALFEE EMOTIONAL MESSAGE SONGS (1997년 11월 19일)
- Nouvelle Vague (1998년 3월 25일)
- Pride (1998년 8월 7일)
- örb (1999년 9월 29일)
- GLINT BEAT (2001년 9월 12일)
- THE ALFEE CLASSICS III THE ALFEE with Royal Phillharmonic Ochestra (2001년 11월 16일)
- THE BEST 1997-2002 ~aprés Nouvelle Vague~ (2003년 3월 5일)
- Going My Way (2003년 10월 1일)
- 夢よ急げ -大阪国際女子マラソンイメージソング・アルバム- 꿈이여 빨리 (2004년 3월 10일)
- 30th ANNIVERSARY HIT SINGLE COLLECTION 37 (2004년 8월 25일)
- STARTING OVER 〜BEST HIT OF THE ALFEE〜 (2006년 3월 29일)
- ONE -Venus of Rock- (2006년 11월 22일)

## 같이 보기
- 킨키키즈 - 사카자키가 킨키키즈에게 기타를 가르쳐줬다.
- 섬씽엘스 - 사카자키와 친한 친구 사이다.
- 차게 앤 아스카 - 알피와 마찬가지로 역사가 있는 일본의 밴드.